# 9535 Plitchenko
9535 Plitchenko (1981 UO11) là một tiểu hành tinh vành đai chính được phát hiện ngày 22 tháng 10 năm 1981 bởi N. S. Chernykh ở Đài vật lý thiên văn Crimean.